# RPOロケットランチャー
RPO シュメーリロケットランチャー（ロシア語: РПО «Шмель»：マルハナバチの意味）は、1970年代にソビエト連邦で開発された携帯式ロケットランチャーである。製造元では火炎放射器（焼夷兵器）として区分されている。

## 概要
RPOは単発式で、折りたたみ式のトリガーグリップとフォアグリップを有する。個人携行時には背中に2基1組で携行し、携行者は他人の助力なしでRPOを取り出して射撃することができる。
RPOのロケット弾は、工場での製造段階においてキャニスター兼用のランチャーに封入されており、ランチャーは発射後に廃棄される使い捨てである。なお、ランチャーの耐用年数は10年である。

## 弾頭
RPO シリーズには以下の3種類が用意されており、用途を表す最後のアルファベットで区別する。
- RPO-A（РПО-А） - サーモバリック爆薬
- RPO-Z（РПО-З） - 焼夷弾（ロケット弾式火炎放射器）
- RPO-D（РПО-Д） - 煙幕弾

これらの弾頭は、主にトーチカや家屋などの構築物や、それに立てこもる敵兵への攻撃を念頭に置いたものであり、RPG シリーズのそれとは違って対戦車用の成形炸薬弾は一切用意されていない。

## 実戦

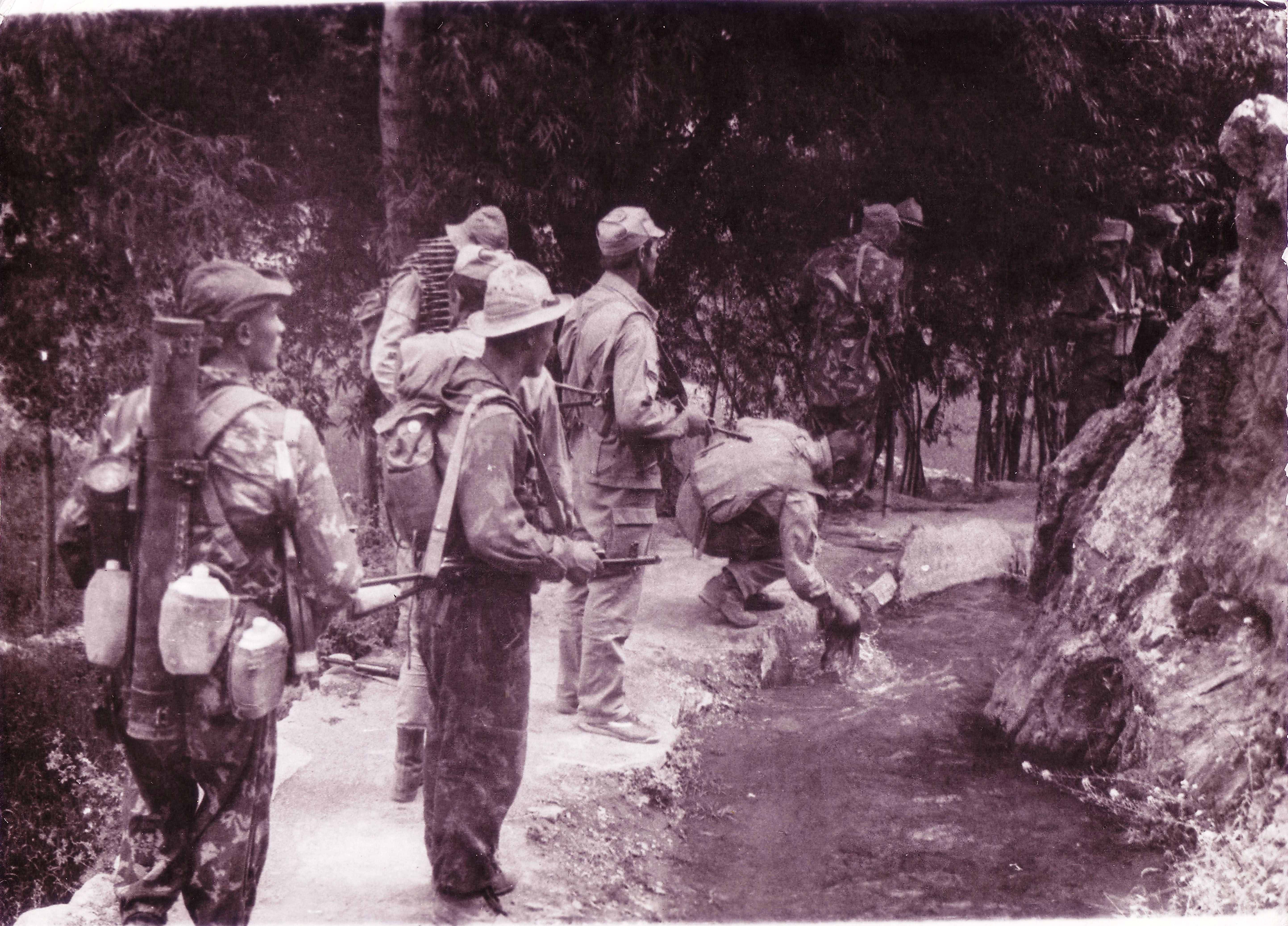
アフガニスタンで作戦行動を行うスペツナズ
一番左側の兵士がRPOを携行している

RPOシリーズは、アフガニスタンにおける軍事行動で初めて実戦投入され、山岳地帯の洞窟や家屋に立てこもるムジャーヒディーンを攻撃するのに使用された。ソビエト連邦の崩壊後もチェチェン紛争において、ロシア連邦軍がチェチェン独立派の歩兵が籠城している建物の掃討に使用している。
また、2004年のベスラン学校占拠事件においても、ロシアの特殊部隊が突入時にこれを使用している。

## 登場作品
『コマンドーR』
主人公のイワンが、敵アジトでの戦闘時に使用する。